# ボートピア神戸新開地
ボートピア神戸新開地（ボートピアこうべしんかいち）とは、兵庫県神戸市兵庫区新開地にあるボートレースの場外発売場である。

## 概要
1999年4月に、兵庫県2番目のボートピアとしてオープンした。
ボートレース尼崎、ボートレース住之江を中心に主に全国のSG・GI競走およびナイターレースなど、最大6場72レースを場外発売している。

## アクセス
- JR神戸駅から徒歩7分、阪神電気鉄道・阪急電鉄･神戸電鉄新開地駅から徒歩1分
- 京都・大阪方面から車で阪神高速神戸線京橋出入口から国道2号を南下。「東川崎交差点」を右折し、神戸高速鉄道新開地駅方面へ400m。
- 岡山・姫路方面から車で阪神高速神戸線柳原出入口から国道2号を神戸方面へ北進。「東川崎交差点」を左折し、神戸高速鉄道新開地駅方面へ400m。

## 設備
鉄筋6階・地下1階建てで、専用駐車場はない。
- 地下1階:禁煙一般席（156席）
- 1階:レストランpier、やつどき本店（売店）・やつどき2号店（売店）、総合受付案内所
- 2階:禁煙一般席（156席）
- 3・4階:一般席（120席）
- 5階:クルーザーシート（有料指定席）（115席）、キャプテンシシート、カフェテリア
- 6階:ファーストクラスシート（有料指定席）（54席）、ロイヤルシート
- 発売賭式は、3連勝単式、3連勝複式、2連勝単式、2連勝複式、拡大2連勝複式の5種類となっている。
- パナソニック製のディスプレイ[1]を使用している。